# Fernando Paternóster
Fernando Paternóster (* 24. Mai 1903 in Pehuajó, Buenos Aires; † 6. Juni 1967 in Buenos Aires) war ein argentinischer Fußballspieler und Fußballtrainer.

## Spielerkarriere

### Vereine
Geboren in einer kleinen, ca. 350 Kilometer westlich von Buenos Aires gelegenen Stadt in der Provinz Buenos Aires und später ab einem Alter von sieben Jahren in der argentinischen Hauptstadt lebend, begann Paternóster seine Karriere bei seinem Verein aus Jugendzeiten, dem Club Atlético Atlanta. Dort spielte er zunächst niederklassig und wurde sowohl in der Meisterschaft der vierten Liga als auch bei der Copa Competencia Zweiter. In der ersten Mannschaft des Vereins debütierte er am 17. April 1921 im mit 0:2 verlorenen Spiel gegen Defensores de Belgrano in der Meisterschaft der höchsten Spielklasse. In der Folgezeit wechselte er dann zu Sportivo Boedo, bevor er 1923 zu Atlanta zurückkehrte und bis 1926 dort verblieb. Sein letztes Spiel für den Verein absolvierte er am 3. Juni 1926 beim torlosen Unentschieden gegen Ferrocarril Oeste in der Copa Competencia. Anschließend trat er von 1927 bis 1932 für den Racing Club an und gewann mit dem Klub 1932 die Copa de Honor Sr. Adrián Beccar Varela. Am Ende seiner Karriere absolvierte er zudem noch ein Spiel für die Argentinos Juniors.

### Nationalmannschaft
Der linke Verteidiger Paternóster, auf Grund seiner Art zu spielen El Marqués (auf Deutsch: der Markgraf) genannt, gehörte bereits zum Aufgebot der Nationalmannschaft seines Heimatlandes beim Campeonato Sudamericano 1929, das den Titel gewann. Zudem hatte er bei den Olympischen Spielen 1928 die Silbermedaille mit Argentinien geholt. Paternóster nahm mit der Albiceleste an der ersten Fußball-Weltmeisterschaft 1930 teil. Dabei fehlte er lediglich beim Auftakt gegen Frankreich und bildete mit José Della Torre in den weiteren vier Spielen das Verteidigerpärchen des Vize-Weltmeisters. Im unbedeutenden Gruppenspiel gegen Mexiko verschoss er einen Elfmeter gegen Óscar Bonfiglio, den ersten der WM-Geschichte. In der damaligen Zeit wurde oftmals diskutiert, ob er dies mit Absicht getan hätte, da der Schiedsrichter Ulises Saucedo, eigentlich Trainer von Bolivien, eine kuriose Entscheidung gefällt hatte und die Distanz zum Tor falsch abgelaufen war. Insgesamt absolvierte Paternóster von 1928 bis 1930 16 Länderspiele. Ein Torerfolg blieb ihm schließlich versagt.

## Trainerlaufbahn
1937 begann er als Trainer in der kolumbianischen Hauptstadt Bogotá beim neugegründeten Verein Club Municipal de Deportes, Vorgängerverein des 1946 gegründeten CD Los Millonarios. Im folgenden Jahr trainierte er die Nationalmannschaft des Landes für vier Spiele bei den ersten in Bogotá stattfindenden Bolivarischen Spielen und war dabei der erst zweite Nationaltrainer der kolumbianischen Geschichte. Im Spiel um den zweiten Platz hinter Peru besiegte Kolumbien dabei Ecuador mit 2:1.
Im Jahr der Erstaustragung der professionellen Fußballmeisterschaft von Kolumbien 1948 trainierte er zunächst América de Cali, bevor er im selben Jahr Atlético Municipal aus Medellín, ab 1951 Atlético Nacional genannt, übernahm und den Verein auf den sechsten Platz bei einem Teilnehmerfeld von zehn Vereinen führte, einen hinter América. Mit kurzer Unterbrechung blieb er bis 1951 beim Verein. Von 1954 bis 1957 war er erneut Trainer des Vereins, wobei es ihm 1954 gelang, die dreijährige Vorherrschaft von den Millonarios zu durchbrechen und mit Atlético Nacional die erste Meisterschaft zu gewinnen. In der Folgesaison gereichte es noch zum zweiten Platz hinter dem Ortsrivalen Independiente Medellín.
Von 1962 bis 1966 trainierte er in Ecuador den CS Emelec. 1965 führte er den Verein zur dritten Landesmeisterschaft und in den Jahren 1962, 1964 und 1966 zum Sieg in der Stadtmeisterschaft von Guayaquil. Im Zeitpunkt seines Todes trainierte er die Ecuadorianer bereits seit fünf Spielzeiten.

## Privates
Paternósters Sohn Fernando Félix Paternoster spielte in den 1960er Jahren ebenfalls in unteren Ligen für Atlanta.